# 拉姆加尔
拉姆加尔（Ram Garh），是印度查谟-克什米尔邦Jammu县的一个城镇。总人口4540（2001年）。

## 人口
该地2001年总人口4540人，其中男性2345人，女性2195人；0—6岁人口652人，其中男346人，女306人；识字率67.05%，其中男性为74.71%，女性为58.86%。